# Агуаш-Санташ (Повуа-де-Ланьозу)
Агуаш-Санташ (порт. Águas Santas; МФА: [ˈa.gwɐʃ ˈsɐ̃.tɐʃ]) — парафія в Португалії, у муніципалітеті Повуа-де-Ланьозу. Розташована в північно-західній частині країни, на теренах історичної португальської провінції Дору-Міню. Входить до складу округу Брага. За адміністративним поділом, чинним до 1976 року, терени парафії були складовою провінції Міню. Належить до Бразької архідіоцезії Католицької церкви. Патрон — Мартин Турський. Площа — 2,6738 км². Населення — 417 ос. (2011). Слабо урбанізований регіон. Густота населення — 155,96 осіб/км²
. Код — 030901.

## Населення
| Кількість мешканців | Кількість мешканців | Кількість мешканців | Кількість мешканців | Кількість мешканців | Кількість мешканців | Кількість мешканців | Кількість мешканців | Кількість мешканців | Кількість мешканців | Кількість мешканців | Кількість мешканців | Кількість мешканців | Кількість мешканців | Кількість мешканців |
| ------------------- | ------------------- | ------------------- | ------------------- | ------------------- | ------------------- | ------------------- | ------------------- | ------------------- | ------------------- | ------------------- | ------------------- | ------------------- | ------------------- | ------------------- |
| 1864                | 1878                | 1890                | 1900                | 1911                | 1920                | 1930                | 1940                | 1950                | 1960                | 1970                | 1981                | 1991                | 2001                | 2011                |
| 584                 | 507                 | 529                 | 574                 | 554                 | 533                 | 619                 | 569                 | 624                 | 615                 | 512                 | 441                 | 439                 | 386                 | 420                 |